# Kosatec trávovitý
Kosatec trávovitý (Iris graminea) je vytrvalá a trsnatá bylina z čeledi kosatcovitých (Iridaceae), která roste hlavně ve střední Evropě, ale ojediněle se vyskytuje v oblasti od severního Španělska až po okraj Kavkazu. V České republice se vyskytuje vzácně na Jižní a jihovýchodní Moravě (lokality Čertoryje a Porážky v Bílých Karpatech) přičemž patří mezi silně ohrožené druhy.
Kosatec trávovitý je ca 20-30 cm vysoký, s čárkovitými listy, kvetoucí od května do června modrofialovými květy s bílým žilkováním. Typickými biotopy kde se vyskytuje jsou neudržované vlhké louky, křovinaté stráně nebo světlé lesy.